# La Concepción (Pilcaya)
La Concepción es una localidad del estado mexicano de Guerrero. Es parte del municipio de Pilcaya.

## Toponimia
El nombre de la población hace referencia a la santa patrona de la localidad: Nuestra Señora de la Inmaculada Concepción.

## Demografía
| Gráfica de evolución demográfica |
|                                  |

| Censo | Población |
| ----- | --------- |
| 1950  | 414       |
| 1960  | 411       |
| 1970  | 522       |
| 1980  | 650       |
| 1990  | 1 044     |
| 2000  | 1 129     |
| 2010  | 1 127     |
| 2020  | 1 206     |